# Província d'Uşak
Uşak (de l'otomà Uşşak, que vol dir "amants") és una província de la part occidental de Turquia. Les seves províncies adjacents són Manisa a l'oest, Denizli al sud, Afyon a l'est, i Kütahya al nord. La capital provincial és Uşak.

## Districtes
La província d'Uşak es divideix en 6 districtes (el districte de la capital apareix en negreta):
- Banaz
- Eşme
- Karahallı
- Sivaslı
- Ulubey
- Uşak